# الکس کورد
الکس کورد (انگلیسی: Alex Cord؛ زادهٔ ۳ مهٔ ۱۹۳۳ – درگذشته ۹ اوت ۲۰۲۱) یک بازیگر سینما، و هنرپیشه اهل ایالات متحده آمریکا بود.

## گزیده فیلمشناسی
از فیلم‌ها یا برنامه‌های تلویزیونی که وی در آن نقش داشته‌است می‌توان به آثار زیر اشاره کرد.
- گرگ آسمان (۱۹۸۴ -۱۹۸۶)